# 女魂
『女魂』（おんなだましい）は、2005年10月8日から2006年3月25日まで名古屋テレビ（メ〜テレ）で放送されたドキュメンタリー番組。放送時間は毎週土曜25時55分 - 26時15分（JST）。

## 概要
2部構成の深夜番組で、その日の女性ゲストのドキュメンタリーVTRと3人の女性司会者によるトークによって構成されていた。また、視聴者からの投稿コーナー「女川柳」も設けていた。

## 出演者

### 司会
- 伊藤裕子
- 望月理恵
- まーこ

### コーナー出演者
- 及川奈央

## スタッフ
- 演出 - 横川圭希
- プロデューサー - 太田雅人（メ〜テレ）、小池光利（ソイ・ソース・クリエイティブ）

## テーマ曲

### オープニングテーマ
- サクラ（smiles davis）

### エンディングテーマ
- パシオン（Buzy）
- 夢の途中（平川地一丁目）